# Wrigley, Northwest Territories
Wrigley är ett samhälle i Kanada.   Det ligger i territoriet Northwest Territories, i den centrala delen av landet, 3 600 km nordväst om huvudstaden Ottawa. Wrigley ligger 147 meter över havet och antalet invånare är 133. Wrigley Airport ligger nära samhället.
Terrängen runt Wrigley är platt åt sydväst, men åt nordost är den kuperad. Trakten runt Wrigley är nära nog obefolkad, med mindre än två invånare per kvadratkilometer..